# 哥斯達·巴格
哥斯達·阿道夫森·巴格（Gösta Adolfsson Bagge，1882年5月27日—1951年1月3日），生於瑞典斯德哥爾摩，逝世於斯德哥爾摩的赫格里德。巴格是一位經濟學家和保守派政治家。
巴格畢業于斯德哥爾摩大學。他和另一位瑞典經濟學家伊利·赫克歇爾在1911年創立了《Svensk Tidskrift》（瑞典雜誌），此雜誌主張經濟自由而政治保守。1917年，巴格憑藉一篇關於工資的論文獲得斯德哥爾摩大學頒授博士學位，並得到委任為副教授。1921年獲正式升為經濟學教授。在斯德哥爾摩大學的社會學院從事社會政策研究。1910年到1920年，巴格活躍於政壇主要熱衷社會政策討論，1932年成爲國會議員。
巴格於1935年接替退休的政治家Arvid Lindman擔任右翼國家組織的領導人，他一直維持其政黨黨魁地位直到1944年。他是一位右翼政黨裏的社會保守主義的政治家，卻有著崇尚自由經濟的思想，最佳的例證便是他嚴厲批評財政大臣、社會民主黨的恩斯特·维格福斯推行的經濟政策。巴格也曾擔任内閣大臣，1939年至1944年的聯合政府中巴格就獲任命為宗教事務大臣（主管教育、科學、文化、體育和教會等事務）。

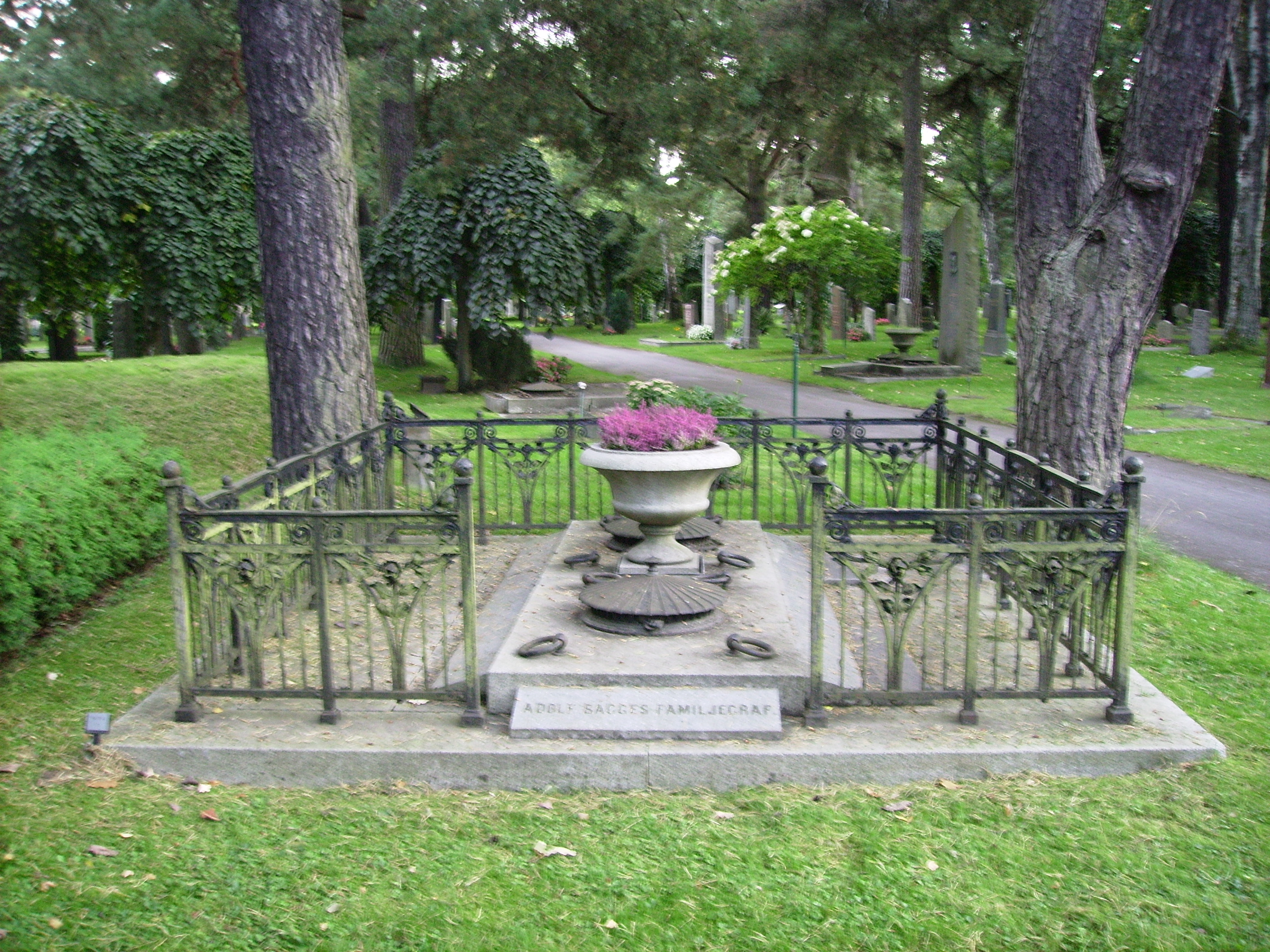
巴格的墓地

擔任閣員的時期，巴格帶頭支持芬蘭武力對抗蘇聯的入侵，甚至希望瑞典幫助這個北方鄰邦。
巴格也是瑞典皇家科學院院士，他在1942年當選入院，編號為896；另外於1944年，巴格又獲得皇家工學院頒授名譽博士學位。
巴格生於斯德哥爾摩，也在那裏去世：他的墓地是斯德哥爾摩市的北方墓園。

## 腳註
1. ↑  .   [2010-09-09]. （原始内容存档于2014-03-28）.
2. ↑  .   [2010-09-10]. （原始内容存档于2019-05-15）.
3. ↑  KTH: Hedersdoktorer 1944-2008 （页面存档备份，存于）, 2009年4月12日訪問
4. ↑  Göran Åstrand, Här vilar berömda svenskar. 1999, s. 20

## 相關文獻
- Per G. Andreen. . Stockholm: Kungl. Boktryckeriet P. A. Nordstedt & Söner. 1971. 1.